# 清洲駅
清洲駅（きよすえき）は、愛知県稲沢市北市場町古三味（ふるざんみ）にある、東海旅客鉄道（JR東海）・日本貨物鉄道（JR貨物）東海道本線の駅である。駅番号はCA70。
運行形態の詳細は「東海道線 (名古屋地区)」を参照。

## 歴史
初代清洲駅（現在の枇杷島駅）については当該項を参照。

### 年表
- 1934年（昭和9年）2月24日：東海道本線の枇杷島駅 - 稲沢駅間に新設開業[2]。
- 1962年（昭和37年）4月1日：専用線発着を除く貨物の取り扱いを廃止[2]。
- 1984年（昭和59年）2月1日：荷物の取扱を廃止[2]。
- 1987年（昭和62年）4月1日：国鉄分割民営化により東海旅客鉄道（JR東海）・日本貨物鉄道（JR貨物）の駅となる[2]。
- 2002年（平成14年）頃：貨物列車の設定が無くなる。
- 2006年（平成18年）11月25日：ICカード「TOICA」の利用が可能となる。
- 2010年（平成22年）2月17日：新たな跨線橋およびエレベーターの使用を開始[5]。
- 2024年（令和6年）
  - 1月31日：JR全線きっぷうりばの営業を終了[6]。
  - 2月1日：お客様サポートサービス導入に伴い無人化[3][4]。

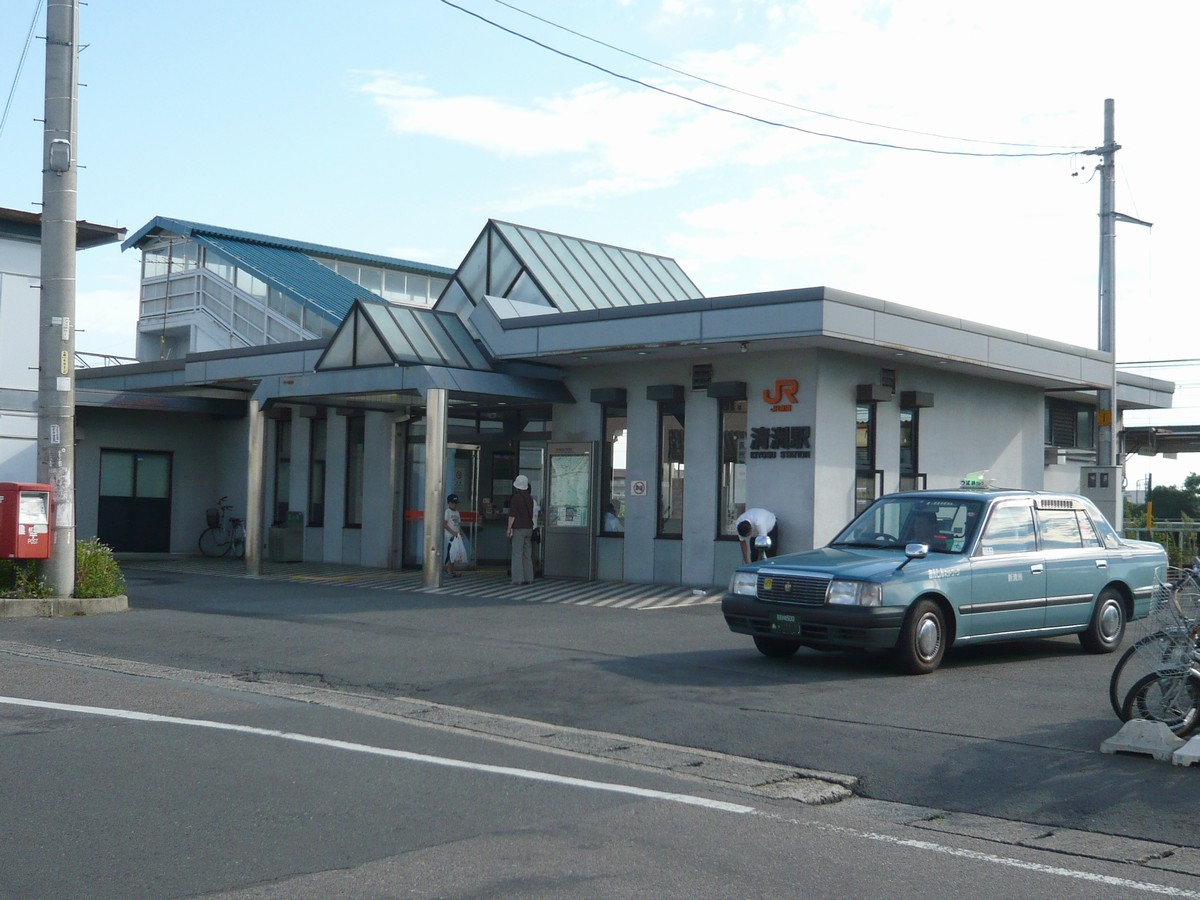
バリアフリー化工事着手前の駅舎（2007年8月）
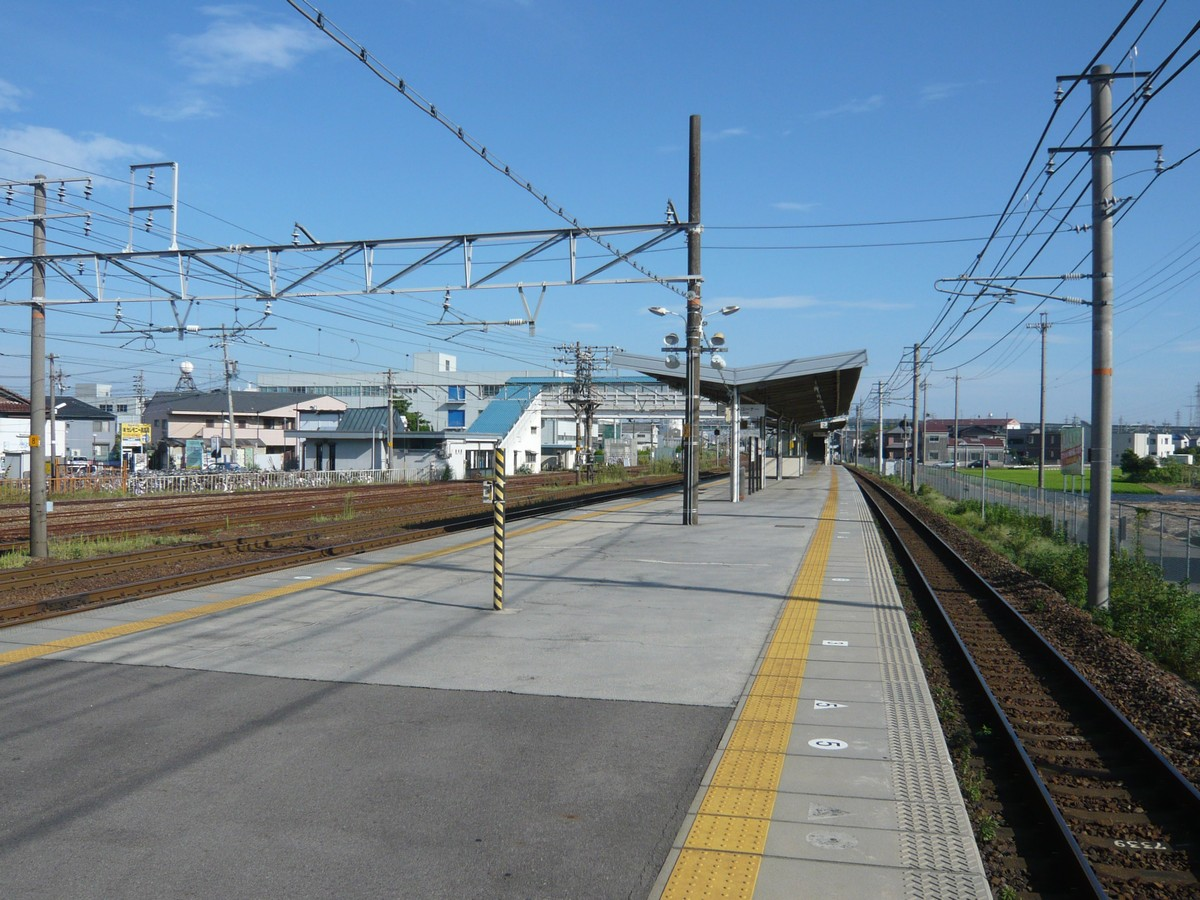
バリアフリー化工事着手前のホーム（上り・名古屋方面を望む）。右のフェンスを越えた駅西側へ出る改札口はバリアフリー化以降も存在しない。（2007年8月）
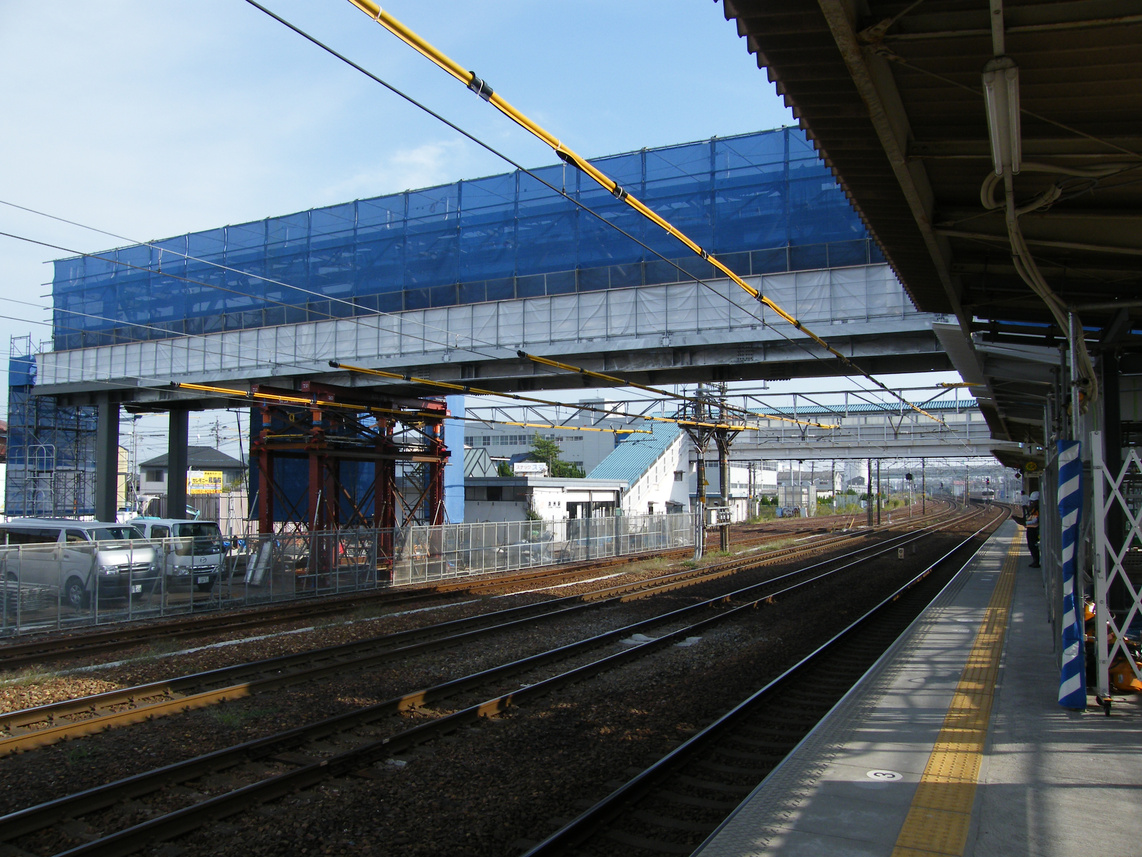
新設される空中通路（手前）と現行の跨線橋（奥）（2009年10月）

## 駅構造
島式ホーム1面2線を有する地上駅である。駅舎は構内東側にあり、ホームとは貨物線を超える跨線橋で連絡している。西側に改札口は存在せず、ホーム目前のフェンス越しに見える駅西側に行くには東側から出て駅から離れた場所の踏切を渡る必要があるため、徒歩で約10分かかる。
これまでエレベーターやエスカレーター等は設置されていなかったが、ホーム・改札口間の移動をバリアフリー化するために、既存の跨線橋の北側に並行して新たな跨線橋および上下移動のためのエレベーターが計2基設置され、2010年2月より供用を開始した。また、旧来3両分の長さしかなかった上屋を4両分以上の長さに延伸する工事も同時に行われた。
稲沢市による駅前広場や駐輪場の整備を含めた西口設置構想も存在するが、実現には至っていない。
お客様サポートサービスを導入している無人駅であり、尾張一宮駅が当駅を管理している。2024年1月末までは有人駅であった。駅舎内部には自動券売機や自動改札機などが設置されているが、サポートつき指定席券売機は未設置である。

### のりば
| 番線 | 路線          | 方向 | 行先       |
| ---- | ------------- | ---- | ---------- |
| 1    | CA 東海道本線 | 上り | 名古屋方面 |
| 2    | CA 東海道本線 | 下り | 岐阜方面   |

（出典：JR東海:駅構内図）
旅客列車などが通りホームがある複線の他にも、名古屋駅と稲沢駅を結ぶ貨物列車専用の路線「稲沢線」が旅客線の東側を通っている。貨物の取り扱いの名残で、当駅付近でこの稲沢線から着発線や側線が数本分岐している。

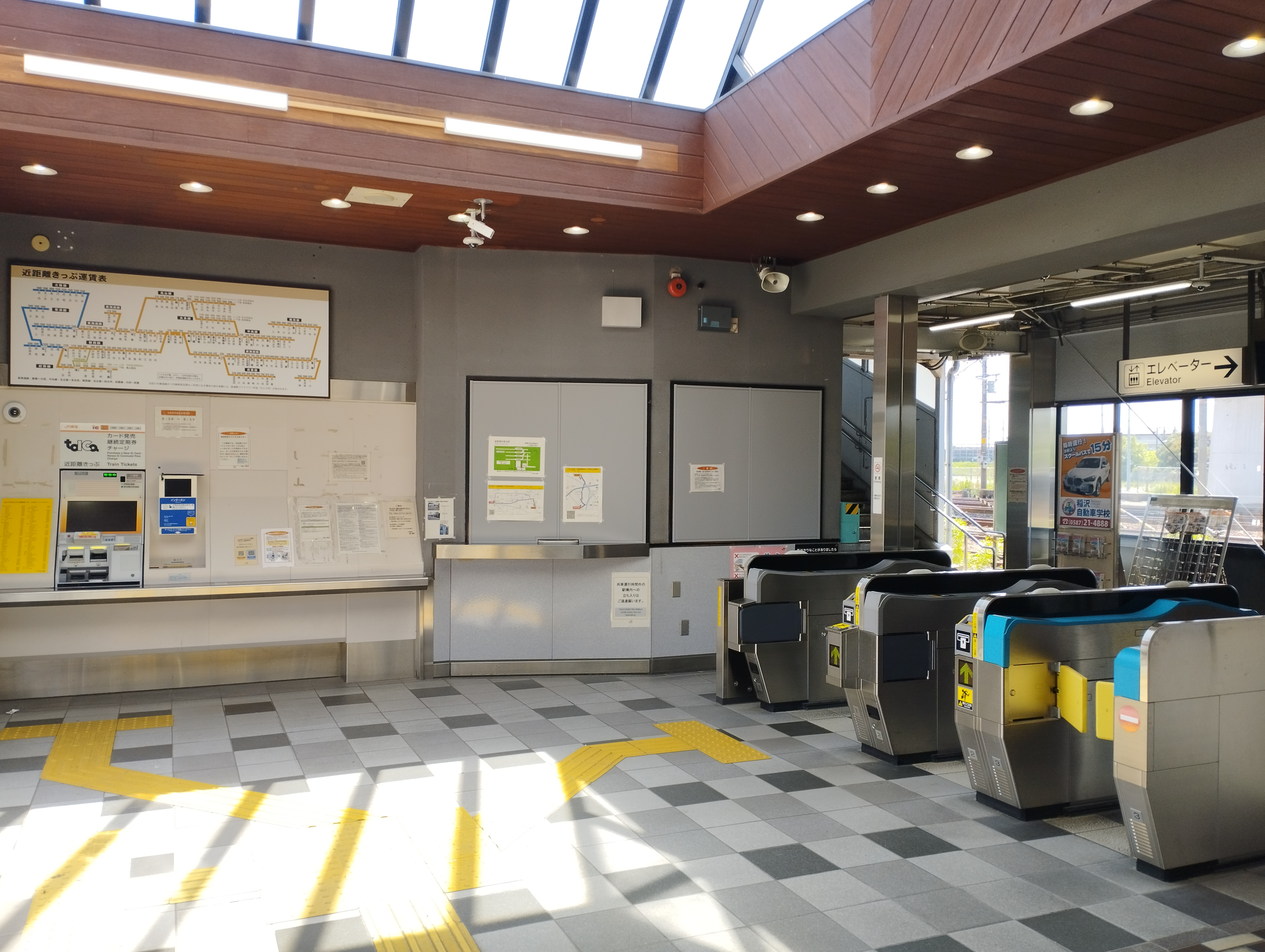
改札口（2024年5月）
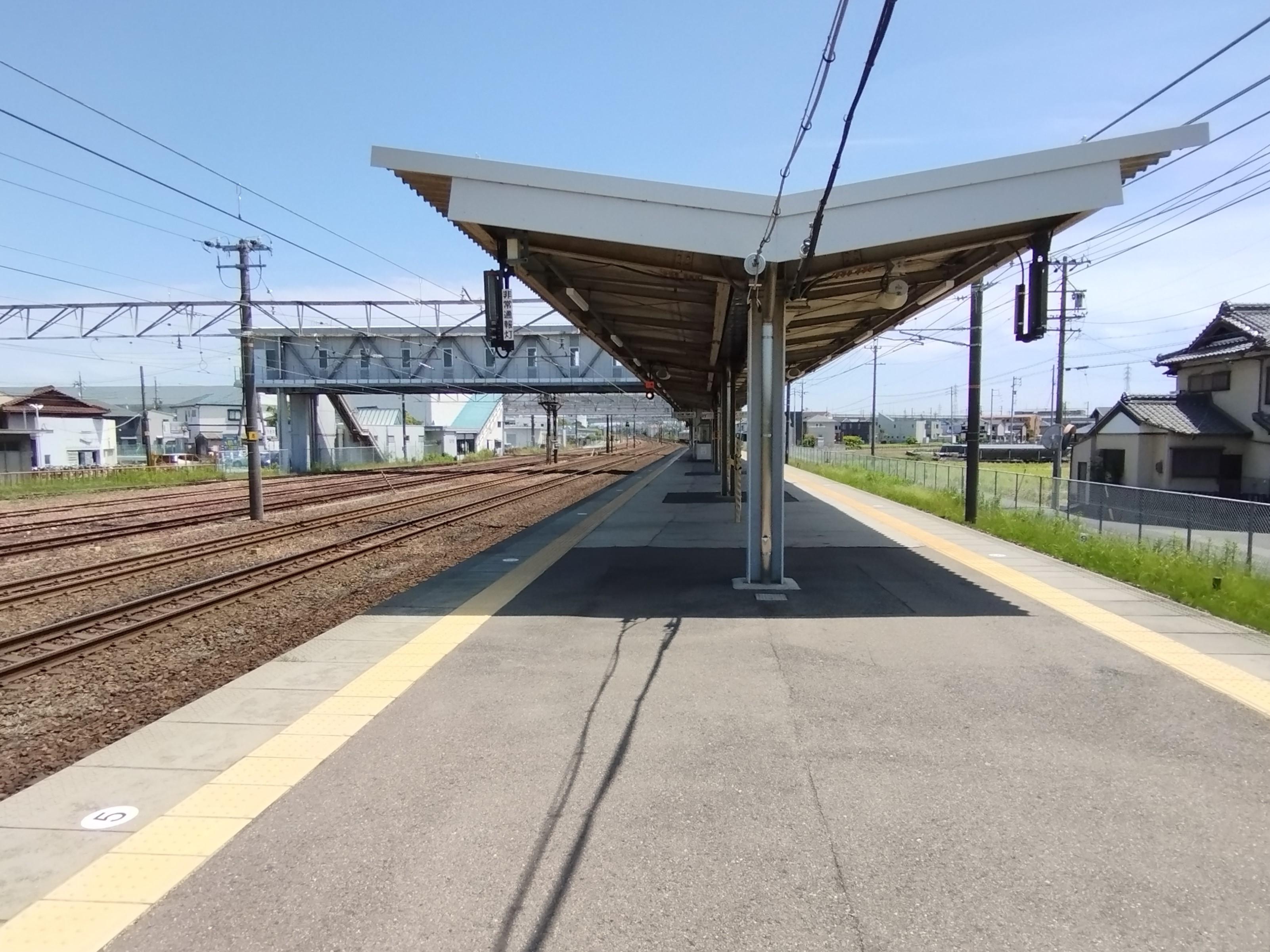
ホーム（2024年5月）
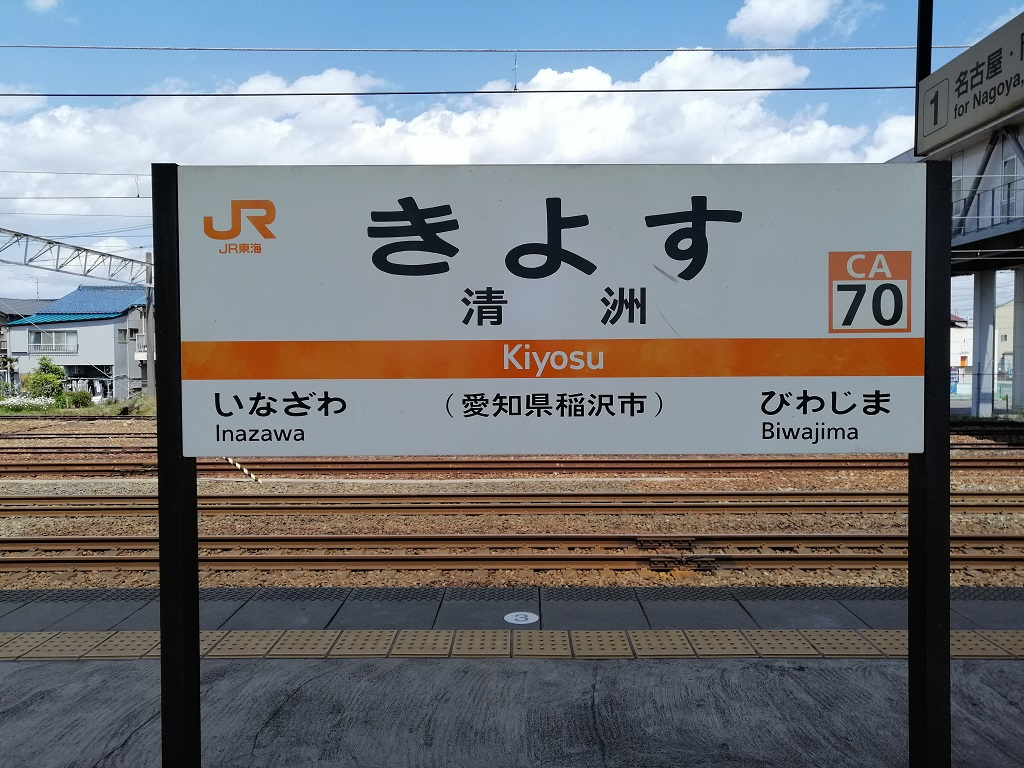
駅名標（2021年5月）

## 貨物取扱
JR貨物の駅は現在、臨時車扱貨物のみを取り扱っており、貨物列車の発着は無くなっている。
最後まで使用されていた専用線は、稲沢線から分岐し、同線東側に沿って南下し電気化学工業名古屋サービスステーションへ続くものであった。この路線はセメント輸送に使用され、2007年12月現在も荷役設備と共に残っている。
1997年頃までは、本線東側の駅北側にあった秩父セメントサービスステーション（既に閉鎖）へ続く専用線も存在し、この路線もセメント輸送に使用されていた。また1984年頃までは、稲沢線東側に沿って南下し、枇杷島駅近くにある麒麟麦酒名古屋工場へ続く3kmほどの専用線もあり、原料の麦芽や製品輸送に使用されていた。

## 利用状況
JR東海の移動等円滑化取組報告書によれば、一日平均乗降人員は7,790人。「稲沢市の統計」によると、当駅の一日平均乗車人員は以下の通り推移している。
- 2005年度 - 3,521人
- 2006年度 - 3,588人
- 2007年度 - 3,639人
- 2008年度 - 3,693人
- 2009年度 - 3,404人
- 2010年度 - 3,433人
- 2011年度 - 3,503人
- 2012年度 - 3,567人
- 2013年度 - 3,708人
- 2014年度 - 3,750人
- 2015年度 - 3,859人
- 2016年度 - 3,966人
- 2017年度 - 4,031人

## 駅周辺
駅名は「清洲」ではあるが駅の所在地は稲沢市となり、駅のすぐ名古屋寄りが稲沢市と清須市（旧清洲町）の境になる。なお名鉄名古屋本線の新清洲駅は旧清洲町に所在する。名鉄の駅からはかなり離れている（大里駅または新清洲駅まで徒歩20分強。いずれも当駅より西側に位置するため実際はこれより長くかかる）。
- アラクス工場
- パロマ清洲工場
- デンカ名古屋サービスステーション
- 清洲城
- 愛知医療学院短期大学
- ヨシヅヤ清洲店

きよすあしがるバスは駅からやや離れた場所に停車する。

## 隣の駅
東海旅客鉄道（JR東海）
CA 東海道本線
■特別快速・■新快速・■快速・■区間快速
通過
■普通
枇杷島駅 (CA69) - （五条川信号場） - 清洲駅 (CA70) - 稲沢駅 (CA71)